# Dechencholing-Palast
Der Dechencholing-Palast (bhutanisch བདེ་ཆེན་ཆོས་གླིང་) war der offizielle Hauptpalast des Königs von Bhutan. Er liegt sieben Kilometer nördlich der bhutanischen Hauptstadt Thimphu.
Der Dechencholing-Palast wurde 1952/53 nach der Krönung des dritten Königs Jigme Dorji Wangchuk und zum Gedenken an seinen Vater Jigme Wangchuck errichtet. Am 11. November 1955 wurde hier der vierte König Jigme Singye Wangchuck geboren.
Der Palast wird seit Amtsantritt des fünften Königs Jigme Khesar Namgyel Wangchuck 2006 nicht mehr als Wohnpalast genutzt. Er steht vor allem für repräsentative Zwecke zur Verfügung und dient unter anderem als Unterkunft für indische Delegationen. Der aktuelle Königspalast ist der Samteling-Palast.